# Adiantum tenerum
Adiantum tenerum là một loài thực vật có mạch trong họ Adiantaceae. Loài này được Sw. miêu tả khoa học đầu tiên năm 1788.

## Hình ảnh

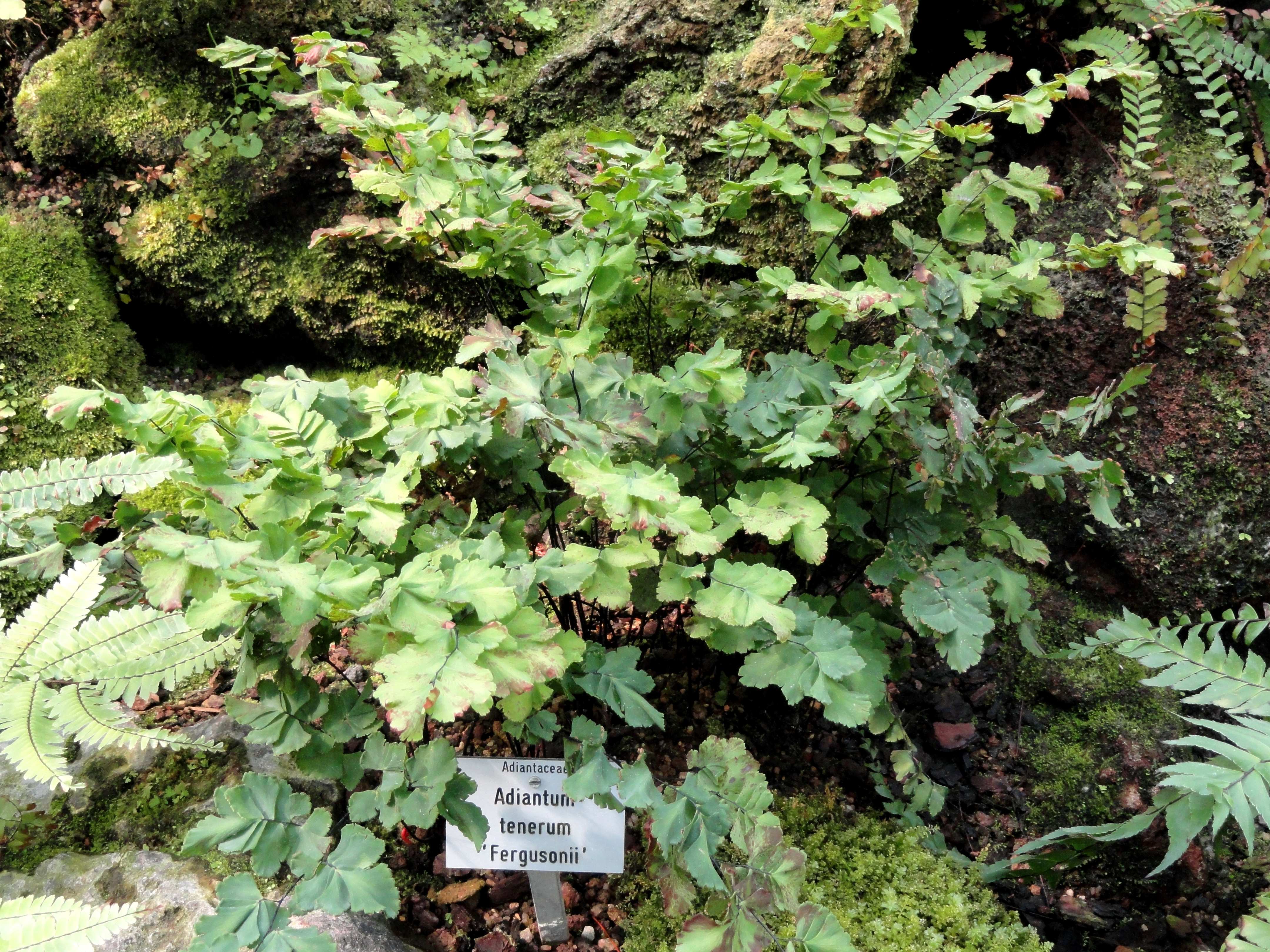